# HYKK
HYKK (англ. Hydroxylysine kinase) – білок, який кодується однойменним геном, розташованим у людей на 15-й хромосомі. Довжина поліпептидного ланцюга білка становить 373 амінокислот, а молекулярна маса — 41 933.
| 10         |  | 20         |  | 30         |  | 40         |  | 50         |
| ---------- |  | ---------- |  | ---------- |  | ---------- |  | ---------- |
| MSSGNYQQSE |  | ALSKPTFSEE |  | QASALVESVF |  | GLKVSKVRPL |  | PSYDDQNFHV |
| YVSKTKDGPT |  | EYVLKISNTK |  | ASKNPDLIEV |  | QNHIIMFLKA |  | AGFPTASVCH |
| TKGDNTASLV |  | SVDSGSEIKS |  | YLVRLLTYLP |  | GRPIAELPVS |  | PQLLYEIGKL |
| AAKLDKTLQR |  | FHHPKLSSLH |  | RENFIWNLKN |  | VPLLEKYLYA |  | LGQNRNREIV |
| EHVIHLFKEE |  | VMTKLSHFRE |  | CINHGDLNDH |  | NILIESSKSA |  | SGNAEYQVSG |
| ILDFGDMSYG |  | YYVFEVAITI |  | MYMMIESKSP |  | IQVGGHVLAG |  | FESITPLTAV |
| EKGALFLLVC |  | SRFCQSLVMA |  | AYSCQLYPEN |  | KDYLMVTAKT |  | GWKHLQQMFD |
| MGQKAVEEIW |  | FETAKSYESG |  | ISM        |  |            |  |            |

A: Аланін

C: Цистеїн

D: Аспарагінова кислота

E: Глутамінова кислота

F: Фенілаланін

G: Гліцин

H: Гістидин

I: Ізолейцин

K: Лізин

L: Лейцин

M: Метіонін

N: Аспарагін

P: Пролін

Q: Глутамін

R: Аргінін

S: Серин

T: Треонін

V: Валін

W: Триптофан

Кодований геном білок за функціями належить до трансфераз, кіназ. 
Задіяний у такому біологічному процесі, як альтернативний сплайсинг. 
Локалізований у цитоплазмі.